# Good Times
Good Times este un serial sitcom de televiziune american creat de Eric Monte⁠(d) și Mike Evans⁠(d) pentru CBS care a fost difuzat în perioada 8 februarie 1974 - 1 august 1979 și a fost primul serial cu doi părinți afro-americani. Good Times este un spin-off⁠(d) al serialului Maude⁠(d), care la rândul său este un spin-off al emisiunii All in the Family⁠(d).
În septembrie 2020, s-a anunțat că o versiune animată a serialului va fi realizată pentru Netflix inițial de Norman Lear⁠(d), producând serialul alături de Seth MacFarlane și Steph Curry cu Carl Jones ca showrunner. În decembrie 2023, s-a anunțat că Ranada Shepard l-a înlocuit pe Carl Jones ca showrunner pentru serial.  Se concentrază pe generația prezentă a familiei Evans. Premiera a fost pe 12 aprilie 2024.

## Rezumat
Florida și James (inițial Henry) Evans locuiesc împreună cu cei trei copii ai lor în apartamentul 17C de pe strada 921 North Gilbert Avenue într-un cartier sărac de locuințe sociale⁠(d) din centrul orașului Chicago. Deși cartierul nu este numit în serial, acesta este infamul cartier Cabrini–Green Homes⁠(d), prezentat în genericul de deschidere și închidere⁠(d). Florida și James au trei copii: James Jr., cunoscut și sub numele de „J.J.”, Thelma și Michael, al cărui activism nestăpânit îl determină pe tatăl său să-l numească „piticul militant”.
La începutul serialului, J.J. are 17 ani (interpretat de Jimmie Walker; în vârstă de 26 de ani la vremea respectivă, era cu doar șapte ani mai mic decât John Amos, colegul său de platou), Thelma 16 și Michael 11. Vecina lor și cea mai bună prietenă a Floriei este Willona Woods, o vânzătoare recent divorțată. Administratorul clădirii⁠(d) este Nathan Bookman (sezoanele 2-6), personaj pe care James, Willona și J.J. îl numesc „Buffalo Butt” sau „Booger”.
Personajele Florida și Henry Evans au apărut pentru prima dată în sitcomul Maude, Florida fiind angajată ca menajeră pentru Maude Findlay⁠(d) în Tuckahoe, New York⁠(d), iar Henry era pompier în New York. Când producătorii au decis să realizeze un serial cu personajul Florida în rol principal, au modificat⁠(d) istoria personajelor pentru a se potrivi cu noul proiect. Numele lui Henry a devenit James, a avut diverse locuri de muncă, nu se menționează nimic despre Maude, însă se precizează că Florida a lucrat în trecut ca servitoare în episodul „The Checkup” și că aceștia locuiau în Chicago.
Episoadele din Good Times prezintă viața personajelor într-un cartier de locuințe sociale din Chicago și încercările acestora de a scăpa de sărăcie. James Evans are cel puțin două locuri de muncă, ocupând posturi destinate muncitorilor necalificați precum spălător de vase, muncitor în construcții etc. Deși este adesea șomer, este un om mândru care nu acceptă acte de caritate. Uneori câștigă bani jucând biliard, deși Florida dezaprobă acest lucru.

## Episoade
| Sezon | Episoade | Episoade | Premieră TV        | Premieră TV       |
| Sezon | Episoade | Episoade | Prima transmisie   | Ultima transmisie |
| ----- | -------- | -------- | ------------------ | ----------------- |
| 1     | 13       | 13       | 8 februarie 1974   | 10 mai 1974       |
| 2     | 24       | 24       | 10 septembrie 1974 | 18 martie 1975    |
| 3     | 24       | 24       | 9 septembrie 1975  | 2 martie 1976     |
| 4     | 24       | 24       | 22 septembrie 1976 | 30 martie 1977    |
| 5     | 24       | 24       | 21 septembrie 1977 | 3 aprilie 1978    |
| 6     | 24       | 24       | 16 septembrie 1978 | 1 august 1979     |

## Distribuția
| Esther Rolle        | Florida Evans                  | Principal       | Principal       | Principal       | Principal       | Does not appear | Principal       | Principal | Principal | Principal |
| John Amos           | James Evans                    | Principal       | Principal       | Principal       | Does not appear | Does not appear | Does not appear |           |           |           |
| Ja'Net DuBois       | Willona Woods                  | Principal       | Principal       | Principal       | Principal       | Principal       | Principal       |           |           |           |
| Ralph Carter        | Michael Evans                  | Principal       | Principal       | Principal       | Principal       | Principal       | Principal       |           |           |           |
| Bern Nadette Stanis | Thelma Evans Anderson          | Principal       | Principal       | Principal       | Principal       | Principal       | Principal       |           |           |           |
| Jimmie Walker       | James „J.J.” Evans Jr.         | Principal       | Principal       | Principal       | Principal       | Principal       | Principal       |           |           |           |
| Johnny Brown        | Nathan Bookman                 | Does not appear | Secundar        | Secundar        | Secundar        | Principal       | Principal       |           |           |           |
| Janet Jackson       | Millicent "Penny" Gordon Woods | Does not appear | Does not appear | Does not appear | Does not appear | Principal       | Principal       |           |           |           |
| Ben Powers          | Keith Anderson                 | Does not appear | Does not appear | Does not appear | Does not appear | Does not appear | Principal       |           |           |           |